# Anthophora iole
Anthophora iole är en biart som beskrevs av Charles Thomas Bingham 1898. Anthophora iole ingår i släktet pälsbin, och familjen långtungebin. Inga underarter finns listade i Catalogue of Life.